# Abudefduf vaigiensis
Poisson-bagnard
Espèce
Le Poisson-bagnard ou Sergent-major de mer Rouge (Abudefduf vaigiensis) est une espèce de poissons marins de la famille des Pomacentridés. 

## Distribution et habitat
Il fréquente les eaux tropicales et subtropicales de l'Indo-Pacifique ouest, la Mer Rouge ainsi que la Mer Méditerranée de la surface à une profondeur de 15 m.
Les adultes vivent dans les récifs. Les jeunes vivent dans les algues (sargasses) et au milieu des objets flottants dérivants.

## Description

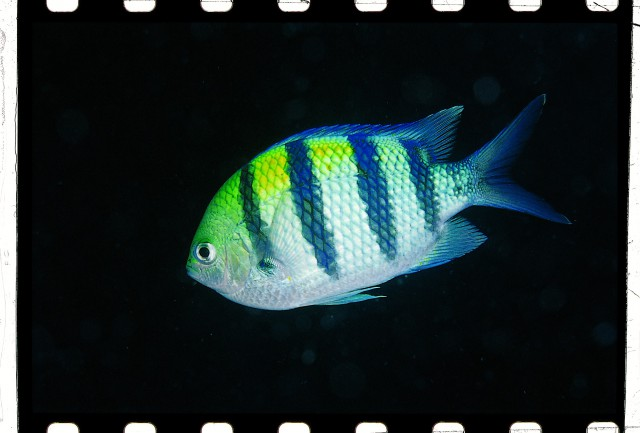
Poisson-bagnard, Thaïlande

C'est un poisson grégaire, en particulier au moment de la reproduction qui est corrélée aux grandes marées.
Sa taille est au maximum de 20 cm. Sa taille de maturité est de 12 cm.
Il est ovipare.
Il mange des algues, des petits invertébrés benthiques et du zooplancton.
Il peut émettre des sons de défense ou de parade nuptiale par des frottements et des claquements de dents.